# Miquel Navarro
Miquel Navarro (Mislata, Valencia, España, 1945) es un pintor y escultor español. Sigue viviendo en el mismo barrio donde nació, y desde su estudio de la Morería ha proyectado su arte hacia los cinco continentes.

## Biografía
Realiza su formación artística en la Escuela de Bellas Artes de San Carlos de la ciudad de Valencia.
En 1973 expuso su primera 'Ciutat' con barro. Posteriormente comenzó a utilizar el hierro, ya que le permitía realizar esculturas más grandes y resistentes. En 1980 realizó su primera exposición en Nueva York, posteriormente le siguieron París, Berlín, California, México, Florencia, entre otros lugares. También en 1989 hizo la escenografía para dos obras de teatro.
En enero de 2008 fue elegido académico de número de la Real Academia de Bellas Artes de San Fernando, ocupando la vacante dejada, por fallecimiento, de Juan de Ávalos.
La candidatura del artista valenciano fue presentada por los académicos Francisco Calvo Serraller, José Luis Sánchez, y Julio López.
El 29 de noviembre de 2009 leyó su discurso de ingreso en la Real Academia de Bellas Artes de San Fernando, llevaba por nombre 'Juegos de la infancia, donde se fragua el arte' y en el mismo Navarro hizo referencias a tres de sus artistas más admirados: Julio González y Joseph Beuys (a los que les dedicó unos poemas), y Giorgio de Chirico.

## Obras
En el año 2005 el IVAM recibió una importante donación por parte del propio artista, a raíz de una exposición que había realizado el museo dedicada a su obra.
El legado cuenta con más de quinientas obras de este artista, siendo representativas de cada uno de los periodos de su carrera.
En 2021 se aprobó la transformación de su taller, iniciando las obras pertinentes, en Mislata, en un museo que llevará su nombre.

### Su obra en la calle
En su vertiente monumental, sus esculturas se han instalado en MEC de Valencia, Castellón, Bilbao, Vitoria, Madrid, Bruselas, Murcia, entre otras ciudades.
Debido a su temática y el hecho de encontrarse en la vía pública, sus obras comúnmente son rebautizadas con nombres populares o relativamente curiosos.
| Ciudad                     | Año  | Nombre oficial escultura                                                                                          | Nombre popular            | Altura    | Motivación de la obra | Imagen |
| -------------------------- | ---- | --- | ------------------------- | --------- | --- | ------ |
| Valencia                   | 1984 | Fuente pública | La Pantera Rosa           | 23 metros | Hierro pintado - conmemora la traída de aguas desde el río Júcar a Valencia.                                                           |        |
| Turís - Valencia           | 1985 | Fuente pública | El Pirulí                 | 17 metros | Hierro pintado - Herramientas de labranza                                                                                              |        |
| Cuart de Poblet - Valencia | 1989 | El Fanalet | El Fanalet                |           | |        |
| Castellón                  | 1989 | Minerva paranoica                                                                                                 | Minerva paranoica         |           | Acero pintado - |        |
| Barcelona                  | 1992 | Fraternitat | Fraternitat               |           | Hierro pintado - |        |
|                            | 1994 | Meseta cañada | Meseta cañada             |           | Cobre - |        |
| Ixelles, Bruselas          | 1994 | Boca de luna | Boca de luna              |           | Hierro pintado - |        |
| Las Palmas de Gran Canaria | 2000 | Vigía |                           | 36 metros | Hierro pintado - sistema caldedería |        |
| Mislata - Valencia         | 2001 | Cabeza con luna menguante                                                                                         | Cabeza con luna menguante | 23 metros | |        |
| Valencia                   | 2003 | El Parotet | El Parotet                | 46 metros | Es un regalo a la ciudad de la Fundación Caja de Ahorros y Monte de Piedad de Valencia que conmemorando la creación de la Obra Social. |        |
| Torrelavega                | 2000 | Oteando | Oteando                   | 25 metros | |        |
| Vitoria                    | 2001 | La Mirada |                           | 45 metros | |        |
| Murcia                     | 2007 | Mantis | Mantis                    | 30 metros | Metáfora entre la huerta y la ciudad 'M.Navarro'                                                                                       |        |
| Mislata - Valencia         | 2010 | L'Almassil Montaje en una nueva                                                                                   |                           | 35 metros | 60 toneladas en hierro oxidado. Homenaje a la Mislata industrial desaparecida                                                          |        |
| Zaragoza                   | 2010 | Válvula con alberca                                                                                               |                           |           | |        |
| Valencia                   | 2011 | Cabeza Pensante (enlace roto disponible en Internet Archive; véase el historial, la primera versión y la última). |                           |           | |        |

### Su Obra en los museos y colecciones
Entre otros, la obra de Miquel Navarro, figura en los siguientes museos y colecciones:
- The Solomon R. Guggenheim Museum New York (EE. UU.).
- Artium, Vitoria.
- Fundació Caixa de Pensions, Barcelona.
- Instituto Valenciano de Arte Moderno (IVAM), Valencia.
- Museo Nacional Centro de Arte Reina Sofía, Madrid.
- Fundación Lambert	Bruselas (Bélgica).
- Diputación Provincial de Valencia.
- Musée National Centre d´Art Georges Pompidou, París (Francia).
- Museu D´Art Contemporani (MACBA), Barcelona.
- Museo Extremeño e Iberoamericano de Arte Contemporáneo, (Meiac), Badajoz.
- Colección Argentaria, Madrid.
- Colección Banco de España, Madrid.
- Colección Renfe, Madrid.
- Colección Aena, Madrid.
- Fundación Coca Cola España, Madrid.
- Fundación I.C.O., Madrid.
- Universidad Politécnica de Valencia, Valencia.
- Centre Cultural Sa Nostra, Palma de Mallorca.
- Museo de Arte Contemporáneo Sofía Imbert, Caracas (Venezuela).
- Museo de Bellas Artes de Valencia.
- Museo Wilhelm Lehmbruck, Duisburg (Alemania).
- Museo Wurth, Künzelsau (Alemania).
- Mie Prefectural Art Museum, Mie (Japón).
- Centro Atlántico de Arte Moderno, Las Palmas de Gran Canaria.
- Museo Guggenheim de Bilbao.
- Colección Banc Sabadell, Sabadell.
- Fundación Josep Suñol, Barcelona.
- Fundación Caixa Galicia, La Coruña.
- Catedral de Burgos - Retablo, Burgos.
- Museo Würth La Rioja, Agoncillo.

Sus obras aparecen también en dos películas de Pedro Almodóvar: Carne trémula y Julieta.

## Premios
- Premio Nacional de Artes Plásticas 1.986.
- Premio Alfons Roig (Diputación de Valencia) 1.987.
- Premio C.E.O.E .a las Artes 1.990.
- Premio Nacional de la Asociación de Críticos de Arte (AECA) ARCO 95.
- Premio Valencianos para el Siglo XXI ( Las Provincias 2001.
- Distinción de la MEC Generalidad Valenciana al Mérito Cultural 2002.
- Premio de Artes Plásticas” Valencianos del Mundo “ (Otorgado por la Generalidad Valenciana y el Periódico el Mundo ).
- Premio Internacional Julio González 2008.
- Personaje del año 2009 (Hortanoticias).